# Jean Liron
Pour les articles homonymes, voir Liron.
Dom Jean Liron est un bénédictin de la congrégation de Saint-Maur, né à Chartres le 11 novembre 1665, mort au Mans le 9 février 1749.

## Biographie
Il embrassa la vie religieuse à l'âge de vingt ans et fut appelé à Paris, où il connut Dom Lenourry, qu'il aida à terminer son Apparatus ad bibliota. SS. Patrum. Il obtint ensuite la permission de fixer sa résidence à la célèbre abbaye de Marmoutier, dont il mit en ordre les archives, précieuses par la quantité de pièces originales qu'elles renfermaient sur notre histoire.
Il passa ensuite au Mans et mourut en cette ville le 1er juillet 1748.

## Publications
Parmi ses publications :
1. Apologie pour les Armoricains et pour les Eglises des Gaules, Paris, 1708, in-12. Il y soutient contre l'opinion de Dom Lobineau que les Armoricains ont reçu les lumières de l'Evangile avant la descente des Bretons dans leur pays ; mais D. Lobineau, à qui il communiqua son ouvrage avant de le publier, fit disparaître de son Histoire de Bretagne les passages critiqués par D. Liron et l'accusa de mauvaise foi dans ses citations. La ruse de D. Lobineau fut enfin découverte ; et l'on conserve encore dans quelques bibliothèques des exemplaires de son Histoire, non cartonnés.
2. Dissertation sur le temps de l'établissement des juifs en France, où l'on examine ce que Basnage a écrit sur cette matière, ibid., 1708, in-8°. Basnage lui répondit dans la préface de la 2e édition de son Histoire des juifs ; mais D. Liron ne se tint pas pour battu, et il lui répliqua par un nouvel écrit, inséré dans le tome 2 des Singularités historiques, dont on parlera tout à l'heure.
3. Dissertation sur Victor de Vita, avec une nouvelle Vie de cet évêque, Paris, 1708, in-8° ;
4. Question curieuse, sur l'Histoire des deux conquêtes d'Espagne, par Abulcacim-Tassis-Abentarigue, est un roman, ibid., 1708, in-8°. Il y soutient l'affirmative.
5. Les Aménités de la critique, ou Dissertation et remarques nouvelles sur divers points de l'Antiquité ecclésiastique et profane, Paris, 1717, 2 vol. in-12. Cet ouvrage estimé paraît avoir été entrepris pour relever les erreurs échappées à Tillemont dans ses Mémoires.
6. Singularités historiques et littéraires, Paris, 1734-40, 4 vol. in-12. C'est encore un recueil de remarques et d'observations critiques sur un grand nombre de points de l'histoire civile, ecclésiastique et littéraire : il y réfute successivement Dom Lenourry, qui voulait enlever à Lactance le fameux traité De la mort des persécuteurs ; Larrey, Dom Calmet, Sirmond, Baluze, Leclerc, Basnage, Lacroze, Dom Edmond Martène, etc. On trouve aussi dans cet ouvrage des renseignements curieux sur des savants peu connus du Moyen Âge.
7. La Bibliothèque chartraine, ou Traité des auteurs et des hommes illustres de l'ancien diocèse de Chartres, etc., Paris, 1719, in-4°. Il avait d'abord intitulé cet ouvrage Bibliothèque générale des auteurs de France, dont la Bibliothèque chartraine formait le livre 1er ; et il en promettait une suite, qui n'a point paru. Ce volume, rédigé sur un plan mal conçu, contient beaucoup de détails inutiles, et la plupart des articles sont superficiels et inexacts. Il a été critiqué par Dom Lecerf, dans sa Bibliothèque des écrivains de la congrégation de Saint-Maur.

Est, également, attribué à Dom Liron :
1. Dissertation sur un passage du 2e livre de Saint-Jérôme contre Jovinien, altéré dans toutes les éditions, et qui est rétabli dans sa pureté originale, Paris, 1706, in-8° ; nouvelle édition, augmentée d'une Réponse aux objections de Dom Martianay, ibid., 1707, même format. On croit que D. Liron est un des principaux auteurs des premiers volumes de l'Histoire littéraire de la France, Paris, et années suivantes.

## Source
- « Jean Liron », dans Louis-Gabriel Michaud, Biographie universelle ancienne et moderne : histoire par ordre alphabétique de la vie publique et privée de tous les hommes avec la collaboration de plus de 300 savants et littérateurs français ou étrangers, 2e édition, 1843-1865 [détail de l’édition]